# تپه کلوتک
تپه کلوتک مربوط به سدهٔ ۸–۶ ه.ق است و در شهرستان ارومیه، بخش سیلوانه، دهستان ترگور، روستای شیخ شمزین واقع شده و این اثر در تاریخ ۲۵ آبان ۱۳۸۷ با شمارهٔ ثبت ۲۳۵۲۳ به‌عنوان یکی از آثار ملی ایران به ثبت رسیده است.